# 猪ノ子古墳
猪ノ子古墳（いのここふん、猪の子古墳）は、広島県福山市加茂町下加茂にある古墳。広島県指定史跡に指定されている。

## 概要

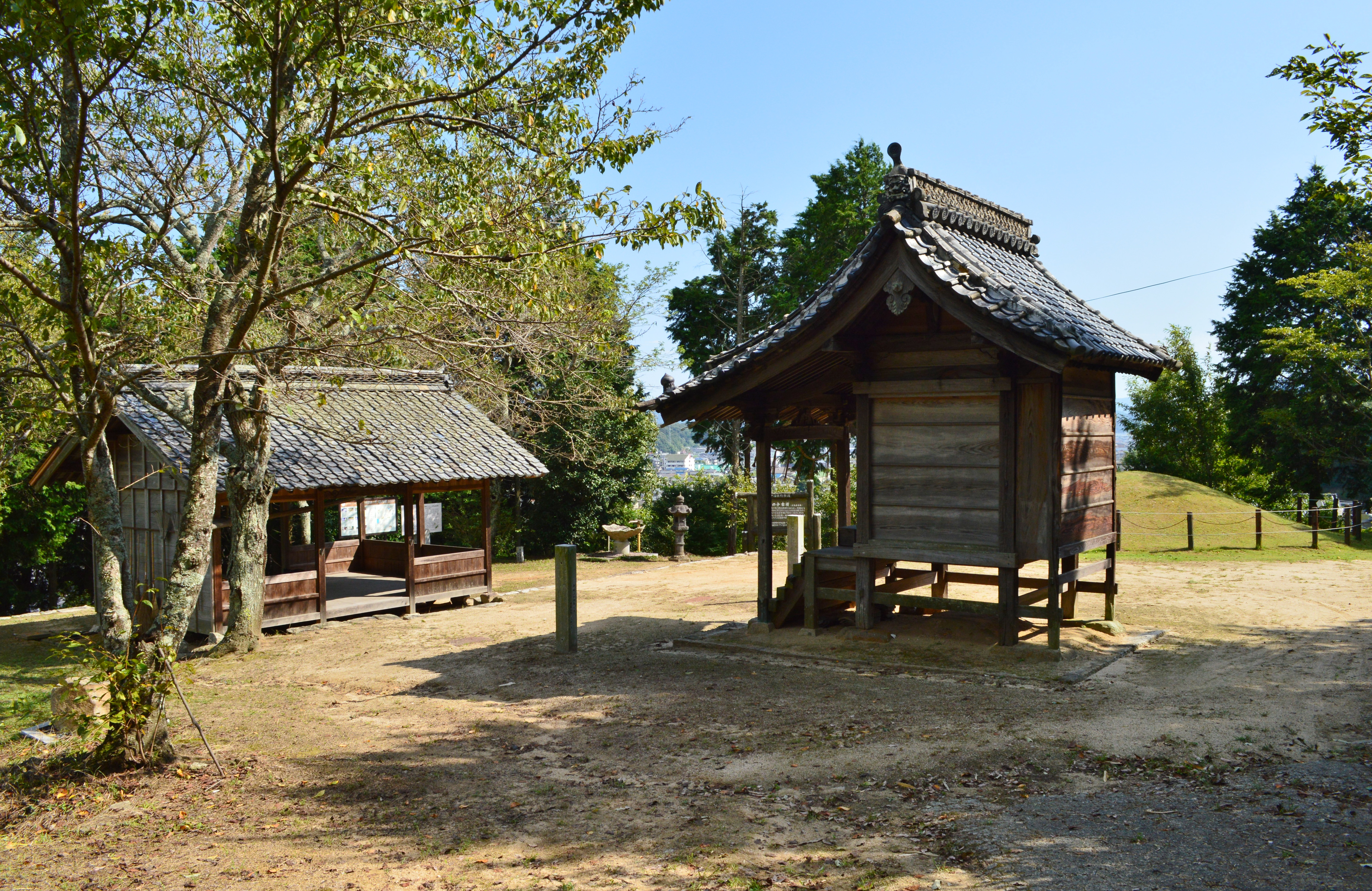
江木神社境内右奥に猪ノ子古墳墳丘。

広島県東部、神辺平野の北の谷奥傾斜地の、平野部を一望する位置に築造された古墳である。現在は江木神社境内に所在する。これまでに2014年度（平成26年度）に発掘調査が実施されている。
墳丘は著しく流失しているため、墳形は明らかでない（直径14メートルの円墳とする説、一辺14メートルの方墳とする説、多角形墳とする説がある）。墳丘周囲には周溝が巡らされる。埋葬施設は横口式石槨で、南方向に開口する。副葬品の内容は詳らかでない。
築造時期は、古墳時代終末期の7世紀代と推定される（一説に7世紀第3四半期頃）。本格的な横口式石槨を使用する古墳は畿内地方以外では極めて珍しいが、備後地方では本古墳のほか尾市1号墳（福山市新市町常）・曽根田白塚古墳（福山市芦田町下有地）が知られており、当地の豪族と畿内地方との強い結びつきが示唆される。特に本古墳の場合には畿内の古墳にほぼ同型式の例が認められることから、畿内からの直接的な影響が指摘される。
古墳域は1950年（昭和25年）に広島県指定史跡に指定されている。

## 遺跡歴
- 1950年（昭和25年）9月16日、広島県指定史跡に指定[4]。
- 2014-2019年度（平成26-令和元年度）、き損に係る範囲内容・確認調査。多角形墳の可能性が浮上（福山市教育委員会、2021年に報告書刊行）。

## 埋葬施設
埋葬施設としては横口式石槨が構築されており、南方向に開口する。石槨の規模は次の通り。
- 石槨部：長さ約2.8メートル、幅約1.1メートル、高さ0.95メートル
- 羨道部：長さ約3.8メートル、幅1.7メートル、高さ1.25メートル

石槨部は花崗岩の切石5枚を組み合わせて奥壁・側壁2枚・天井石・床石とすることで構築される。また羨道部は石槨部より一回り大きい規模で、側壁1枚・天井石2枚によって構築され、羨道部の床面は石槨部の床面から30センチメートルほど一段下げる。石材同士の間隙には漆喰の使用も認められる。
横口式石槨の様式は典型的なもので、畿内の巨勢山323号墳（奈良県御所市）・平尾山102号墳（大阪府柏原市）との類似が指摘される。

## 文化財

### 広島県指定文化財
- 史跡
  - 猪ノ子古墳 - 1950年（昭和25年）9月16日指定[4]。

## 関連文献
（記事執筆に使用していない関連文献）
- 『芸備 第2集 -広島県史跡・猪の子古墳について-』芸備友の会、1974年。
- 『福山市加茂町 広島県指定猪ノ子古墳調査報告書 -き損に係る範囲・内容確認調査等-（福山市埋蔵文化財調査報告 第47集）』福山市教育委員会、2021年。